# Uli Hebel
Ulrich Manuel „Uli“ Hebel (* 25. April 1988 in Burghausen) ist ein deutscher Journalist. Bekannt wurde er vornehmlich durch die Kommentierung von Sportereignissen im Fußball und Boxsport.

## Leben und Wirken
Hebel studierte Sportjournalistik an der Macromedia Hochschule in München. Bereits während des Studiums, seit 2014, arbeitete Hebel als Reporter im Netradio, sowie für weitere verschiedene Medienhäuser als Praktikant und freier Mitarbeiter.
Seit 2016 kommentiert er regelmäßig Fußballspiele im Bewegtbild auf Streaming-Plattformen und im Fernsehen. Er begann als Kommentator bei DAZN, für die er bis heute im Einsatz ist. Dort kommentiert er unter anderem Spiele der 1. Bundesliga, als auch der Champions League. Des Weiteren ist er der Hauptkommentator im Boxen und begleitet seit Jahren die größten Kämpfe des Senders. Seit 2021 kehrte er außerdem zurück zu Sky, wo er die englische Premier League begleitet.
Hebel bezeichnet Fritz von Thurn und Taxis als seinen Mentor, mit dem er 2019 sogar ein Bundesligaspiel kommentierte.
Nebenbei hat er zusammen mit seinem Bruder Joachim Hebel den Podcast „Klick & Rush“, der seit 2021 von Sky vertrieben wird. Außerdem ist Hebel unter anderem als Kolumnist auf der Webseite von Sports Illustrated und Spox.com zu lesen. Außerdem tritt er immer wieder in verschiedenen Formaten als Experte in Erscheinung.
Im Dezember 2021 wurden Hebel und sein älterer Bruder das erste Geschwisterpaar, das im deutschsprachigen Raum ein Fußballspiel zusammen kommentierte. Hebel engagiert sich auch gegen Rassismus und Ausgrenzung.
Nebenberuflich arbeitet Hebel seit Jahren als Hochschul-Dozent im Fach „Live-Berichterstattung“ an der Macromedia Hochschule sowie an der Akademie der Bayerischen Presse.
Vor seinem Beruf im Journalismus spielte Hebel für die Jugend des SV Wacker Burghausen Fußball. Seine Karriere musste er verletzungsbedingt beenden.